# A Fosterék háza képzeletbeli barátoknak epizódjainak listája
A Fosterék háza képzeletbeli barátoknak című animációs sorozat epizódjainak listája. 79 epizód készült belőle.

## Epizódok
| #  | Magyar címe                  |
| -- | ---------------------------- |
| 1  | Bloo új otthona 1. rész      |
| 2  | Bloo új otthona 2. rész      |
| 3  | Bloo új otthona 3. rész      |
| 4  | Csávában                     |
| 5  | Éhenkórászok                 |
| 6  | Adoptkalipszis most          |
| 7  | Plázakaland (nem szinkronos) |
| 8  | Blooooo                      |
| 9  | Firkák                       |
| 10 | Itt a piros Téves telefon    |
| 11 | Hálóba gabalyodva            |
| 12 | Őrült szerelem               |
| 13 | Ki engedte be a kutyákat?    |

| #  | Magyar címe                        |
| -- | ---------------------------------- |
| 14 | Mérkőzés                           |
| 15 | Édes élet                          |
| 16 | Egy nehéz szó Aki másnak vermet ás |
| 17 | Vaklárma Bloo klónjai              |
| 18 | Az eladás művészete                |
| 19 | Drága Frankie                      |
| 20 | Apuci                              |
| 21 | A zenefánt                         |
| 22 | A párbaj                           |
| 23 | A karrier ára                      |
| 24 | Viszlát, stréber!                  |
| 25 | Bloo, a riporter                   |
| 26 | Drága feleségem                    |

| #  | Magyar címe                               |
| -- | ----------------------------------------- |
| 27 | Eddie, a szörnyeteg                       |
| 28 | Böff és hukk                              |
| 29 | A természet lágy ölén                     |
| 30 | A siránkozó hercegnő                      |
| 31 | Kitalált barátok háza                     |
| 32 | Fosterék Európába mennek                  |
| 33 | Goo                                       |
| 34 | Megrögzött bűnözők                        |
| 35 | Bolhaparadicsom                           |
| 36 | Karácsonyi különkiadás :Az utolsó Mikulás |
| 37 | Filmcsata                                 |
| 38 | Igazgató választás                        |
| 39 | A saját szoba                             |
| 40 | Cserebere                                 |

| #  | Magyar címe             |
| -- | ----------------------- |
| 41 | Szuperhősök             |
| 42 | A fotó                  |
| 43 | Minden, ami belefér     |
| 44 | A szomszéd fűje         |
| 45 | Pokoli Buli             |
| 46 | Meglepetés              |
| 47 | Micsoda kocsikázás      |
| 48 | Sajt, a hős             |
| 49 | Bloo háza               |
| 50 | A nagy felszabadítás    |
| 51 | Akár hiszed, akár nem   |
| 52 | Bumm vándorlása 1. rész |
| 53 | Bumm vándorlása 2. rész |

| #  | Magyar címe                            |
| -- | -------------------------------------- |
| 54 | Sajtnak mennie kell                    |
| 55 | A talált pénz                          |
| 56 | Varroda fogságában                     |
| 57 | Valami ráncos és kék                   |
| 58 | Bloo, a szupercsávó és a varázskrumpli |
| 59 | Egy vacak sztár                        |
| 60 | A menyasszony ellen                    |
| 61 | Barátok jóban-rosszban                 |
| 62 | Rémálom a Wilson utcában               |
| 63 | A mozijegy                             |
| 64 | Ed feljavítva                          |
| 65 |                                        |
| 66 | Ereszd el a hajat                      |

| #  | Magyar címe                                           |
| -- | ----------------------------------------------------- |
| 67 | Jackie és a lejárt könyvtári könyv esete              |
| 68 | Coco világa                                           |
| 69 | Tréfacsinálók                                         |
| 70 | Bloo videója                                          |
| 71 | Fuss az életedért                                     |
| 72 | Célképzelet 1. rész                                   |
| 73 | Célképzelet 2. rész                                   |
| 74 | Célképzelet 3. rész                                   |
| 75 | A szupercsávó és az ünnepség, amire őt nem hívták meg |
| 76 | Kihívások versenye                                    |
| 77 | Olvasd és sírj                                        |
| 78 | Azok a fránya szabályok                               |
| 79 | Isten veled, Bloo                                     |